# 鲍文-阿波罗月坑

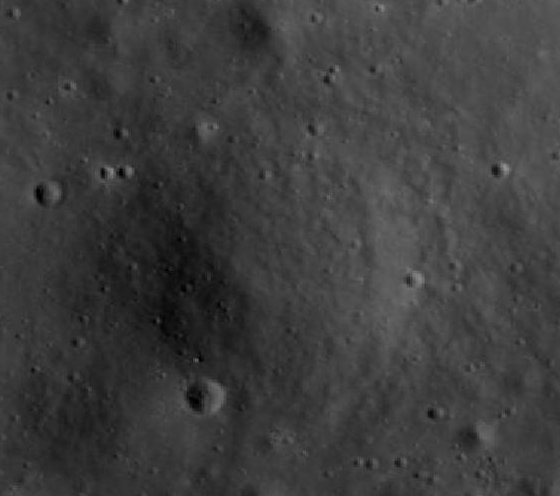
阿波罗17号全景相机照片

鲍文-阿波罗坑（Bowen-Apollo）是月球表面的一处地质特征，一座位于陶拉斯-利特罗谷蚀山群脚下的陨石坑。1972年宇航员尤金·塞尔南和哈里森·施密特乘坐阿波罗17号降落在它的西南。 在探月期间，他们简称它为鲍文坑， 它就位于8号考察点的东面。
鲍文坑的西南分布有科奇斯月坑、范塞尔格月坑和莎士比亚月坑；西面则毗邻亨利月坑。  
该陨坑是宇航员以加拿大地质学家，鲍氏反应系列的提出者-“诺曼·L·鲍温”（Norman L. Bowen）之名命名。